# Тетлин (Аљаска)
Тетлин (енгл. Tetlin) насељено је место без административног статуса у америчкој савезној држави Аљаска.

## Демографија
По попису из 2010. године број становника је 127, што је 10 (8,5%) становника више него 2000. године.
| Група             | 2000.    | 2010.    |
| Белци             | 3 (2,6%) | 8 (6,3%) |
| Афроамериканци    | 0 (0,0%) | 0 (0,0%) |
| Азијати           | 0 (0,0%) | 0 (0,0%) |
| Хиспаноамериканци | 0 (0,0%) | 3 (2,4%) |
| Укупно            | 117      | 127      |